# Cheilosia frontalis
Cheilosia frontalis es una especie de sírfido. Se distribuyen por Europa.